# Habiboulie K. Jawo
Habiboulie K. Jawo ist ein gambischer Politiker.

## Leben
| Parlamentswahl | Stimmen | Stimmanteil     |
| -------------- | ------- | --------------- |
| 2012           | n/a     | ohne Konkurrenz |
| 2017           | 497     | 5,89 %          |

Kasum Jallow trat bei der Wahl zum Parlament 2012 als Kandidat der Alliance for Patriotic Reorientation and Construction (APRC) im Wahlkreis Jimara in der Basse Administrative Area an. Da es von der Opposition keinen Gegenkandidaten gab, konnte er den Wahlkreis für sich gewinnen. Zu den Wahlen zum Parlament 2017 trat Jawo im selben Wahlkreis erneut an. Mit 5,89 % konnte er den Wahlkreis nicht halten, er verlor ihn an Alhagie H. Sowe (GDC).